# Ovapınarı, Karpuzlu
Ovapınarı là một xã thuộc huyện Karpuzlu, tỉnh Aydın, Thổ Nhĩ Kỳ. Dân số thời điểm năm 2010 là 535 người.